# 1. slovenská národní hokejová liga 1972/1973
1. slovenská národní hokejová liga 1972/1973 byla 4. ročníkem jedné ze skupin československé druhé nejvyšší hokejové soutěže.

## Systém soutěže
Všech 12 týmů se v základní části utkalo dvoukolově každý s každým (celkem 22 kol). Nejlepších 6 týmů následně postoupilo do skupiny o 1. až 6. místo, kde se utkal každý s každým dvoukolově (10 kol) s tím, že se započítávaly všechny výsledky ze základní části (dohromady 32 kol). Tým na prvním místě postoupil do kvalifikace o nejvyšší soutěž.
Týmy na 7. až 12. místě po základní části se utkaly každý s každým dvoukolově (10 kol) s tím, že se započítávaly všechny výsledky ze základní části (dohromady 32 kol). Poslední dva týmy sestoupily do divize.

## Základní část
| Poř. | Tým                            | Zápasy | Výhry | Remízy | Prohry | Skóre  | Body |
| ---- | ------------------------------ | ------ | ----- | ------ | ------ | ------ | ---- |
| 1.   | LB Zvolen                      | 22     | 14    | 4      | 4      | 98:67  | 32   |
| 2.   | ŠK Liptovský Mikuláš           | 22     | 14    | 1      | 7      | 120:77 | 29   |
| 3.   | SMZ Spartak Dubnica nad Váhom  | 22     | 13    | 2      | 7      | 113:68 | 28   |
| 4.   | HK Dukla Trenčín               | 22     | 12    | 1      | 9      | 90:64  | 25   |
| 5.   | Spartak BEZ Bratislava         | 22     | 12    | 1      | 9      | 96:80  | 25   |
| 6.   | Strojárne Martin               | 22     | 10    | 4      | 8      | 71:70  | 24   |
| 7.   | Iskra Smrečina Banská Bystrica | 22     | 11    | 2      | 9      | 76:84  | 24   |
| 8.   | ZVL Žilina                     | 22     | 9     | 3      | 10     | 93:80  | 21   |
| 9.   | LVS Poprad                     | 22     | 10    | 1      | 11     | 73:85  | 21   |
| 10.  | Slovan ChZJD Bratislava B      | 22     | 8     | 1      | 13     | 74:108 | 17   |
| 11.  | Dukla Trnava                   | 22     | 5     | 1      | 16     | 63:118 | 11   |
| 12.  | VTJ Dukla ZPA Prešov           | 22     | 2     | 3      | 17     | 60:126 | 7    |

## Nadstavba

### Skupina o 1. až 6. místo
| Poř. | Tým                           | Zápasy | Výhry | Remízy | Prohry | Skóre   | Body |
| ---- | ----------------------------- | ------ | ----- | ------ | ------ | ------- | ---- |
| 1.   | LB Zvolen                     | 32     | 21    | 5      | 6      | 152:99  | 47   |
| 2.   | ŠK Liptovský Mikuláš          | 32     | 19    | 2      | 11     | 164:114 | 40   |
| 3.   | SMZ Spartak Dubnica nad Váhom | 32     | 18    | 3      | 11     | 152:102 | 39   |
| 4.   | HK Dukla Trenčín              | 32     | 18    | 1      | 13     | 138:99  | 37   |
| 5.   | Strojárne Martin              | 32     | 13    | 5      | 14     | 105:125 | 31   |
| 6.   | Spartak BEZ Bratislava        | 32     | 14    | 1      | 17     | 123:133 | 29   |

- Tým LB Zvolen postoupil do kvalifikace o nejvyšší soutěž, ve které však neuspěl.

### Skupina o 7. až 12. místo
| Poř. | Tým                            | Zápasy | Výhry | Remízy | Prohry | Skóre   | Body |
| ---- | ------------------------------ | ------ | ----- | ------ | ------ | ------- | ---- |
| 7.   | Iskra Smrečina Banská Bystrica | 32     | 18    | 2      | 12     | 130:127 | 38   |
| 8.   | ZVL Žilina                     | 32     | 16    | 5      | 11     | 150:112 | 37   |
| 9.   | LVS Poprad                     | 32     | 13    | 2      | 17     | 114:129 | 28   |
| 10.  | Slovan ChZJD Bratislava B      | 32     | 11    | 2      | 19     | 114:161 | 24   |
| 11.  | VTJ Dukla ZPA Prešov           | 32     | 7     | 4      | 21     | 105:176 | 18   |
| 12.  | Dukla Trnava                   | 32     | 6     | 4      | 22     | 100:170 | 16   |

- Týmy VTJ Dukla ZPA Prešov a Dukla Trnava sestoupily do divize. Nováčky od dalšího ročníku se staly nejlepší týmy hokejových divizí AC Nitra a ŽS Spišská Nová Ves.

## Kádr Lokomotívy Bučiny Zvolen
- Brankaři: Kuriš, Miklošovič, Popelár
- Hráči v poli: Banáš, Mojžiš, Bačiak, Trávnik, Révay, Chudoba, Golonka, Holíček, Ágh, Bíreš, Diettrich, Longa, Suchánek, Tomanec, Podkonický, Špaček, Večeřa, Prokeš
- Trenéři: P. Zábojník